# Oliver Törner
Oliver Törner (* 1956 in Hannover) ist ein deutscher Theater- und Filmschauspieler.

## Leben
Oliver Törner begann mit dem Schauspiel im Jahr 1988 am Kellertheater Hamburg. Seitdem spielte er u. a. auf dem Theaterschiff am Mäuseturm, mit den Elfen im Park, im Lichthof Theater, auf Kampnagel, im Altonaer Theater, dem St. Pauli Theater und dem Thalia in der Gaußstraße, im Hamburger Sprechwerk, dem Monsun-Theater und der Kulturkate Pritzier. In dem komödiantischen Drama Luks Glück von 2010 war Törner als Arzt Linde zu sehen. Der Film thematisiert wie ein großer Lottogewinn zur Zerreißprobe für eine türkische Familie wird, die in Hamburg lebt. In dem Kinospielfilm Antons Fest, der 2013 erschien, spielte er den Vater der titelgebenden Hauptfigur, der für alle unerwartet zu Antons Geburtstag erscheint. Für diesen Film wurde Törner 2014 gemeinsam mit dem Regisseur des Films John Kolya Reichart, dem Drehbuchautor Frank Hoffmann und den Schauspielkollegen Andreas Bichler, Brigitte Böttrich, Milena Dreißig, Alexandra Finder, Frank Jacobsen, Matthias Lier und Natalia Rudziewicz mit dem Preis des Verbands der deutschen Filmkritik in der Kategorie „Bester Spielfilm/Kinofilm“ ausgezeichnet. 
Seit 2017 trat Törner mehrfach auf der Wohnzimmer-Bühne „Feine Künste“ in Hamburg-Barmbek auf – z. B. 2023 als Krapp in Samuel Becketts Drama Das letzte Band. In der deutsch-dänischen Fernsehserie Sløborn wirkte er in zwei Folgen der ersten Staffel in einer Nebenrolle mit.
Oliver Törner lebt in Hamburg und Vellahn.

## Filmografie (Auswahl)
- 2001: Streit um drei (Gerichtsshow, Staffel 1/Episode 1.300)
- 2003: Das Duo (Fernsehserie S1/E4 Stiller Tod)
- 2004: Die Rettungsflieger (Fernsehserie S8/E1 Liebeskummer)
- 2005: Jetzt erst recht! (Fernsehserie S1/E5 Verraten und verkauft)
- 2006: Im Tal der wilden Rosen: Was das Herz befiehlt (Fernsehserie Folge 1)
- 2007: Der blinde Fleck
- 2007: Der Mann im Heuhaufen
- 2008: Der Prinz von nebenan (Fernsehfilm)
- 2009: Sterne über dem Eis
- 2010: Luks Glück
- 2011: Eine halbe Ewigkeit
- 2012: Küstenwache (Fernsehserie, S15/E19 Das Vermächtnis des Kopernikus)
- 2013: Antons Fest
- 2014: Morden im Norden (Fernsehserie, S3/E9 Blutgrätsche)
- 2015: Kleine Ziege, sturer Bock
- 2016: Mein Sohn, der Klugscheißer
- 2017: Verräter – Tod am Meer (Fernsehkrimi)
- 2018: Familie Dr. Kleist (Fernsehserie, S7/E9 Das macht uns nur stärker)
- 2019: Tage des letzten Schnees
- 2019: Liebe verjährt nicht
- 2020: Sløborn (Fernsehserie, S1, 2 Folgen)
- 2020: Die Küstenpiloten (Fernsehserie, S1/E2 Mütter und Töchter)
- 2021: Stralsund: Medusas Tod (Fernsehserie, Episode 18)
- 2022: Ein Taxi zur Bescherung
- 2023: Tatort: Donuts
- 2023: Hotel Mondial (Fernsehserie, S2/E1 Auf Messers Schneide)
- 2023: Bettys Diagnose (Fernsehserie, S10/E9 Aus eigener Kraft)
- 2024: In aller Freundschaft – Die jungen Ärzte (Fernsehserie, S9/E38 inges. 374 Schuldgefühle)